# Battaglia di Höchst
La battaglia di Höchst fu combattuta il 20 giugno 1622, a ovest di Francoforte sul Meno, durante la fase boema della Guerra dei trent'anni. Vide impegnati l'esercito cattolico di Johann Tserclaes, conte di Tilly e di Gonzalo Fernández de Córdoba e le forze protestanti di Cristiano di Brunswick; i cattolici riportarono una vittoria tattica, ma non furono in grado di impedire il congiungimento delle forze avversarie con l'esercito di Ernst von Mansfeld.
A seguito della battaglia di Wimpfen del 6 maggio 1622, che aveva segnato la distruzione delle forze di Giorgio Federico di Baden Durlach, solo due eserciti protestanti, quello di Ernst von Mansfeld e quello di Cristiano di Brunswick, continuavano a difendere il Palatinato; obiettivo delle forze cattoliche era quello di impedire il congiungimento delle forze avversarie.
Il 20 giugno l'esercito cattolico raggiunse il fiume Meno presso Höchst, trovando le forze di Cristiano che attraversavano il ponte locale. Le forze protestanti, ammontanti a 12 000 uomini circa, si trovarono a dovere affrontare un esercito avversario di 25 000 uomini nel corso dell'attraversamento di un fiume; Cristiano decise di formare una testa di ponte e di forzare il passaggio delle proprie truppe sotto un pesante fuoco avversario di artiglieria e moschetti. Alla fine dello scontro, nonostante la perdita di circa 2 000 uomini e della maggior parte dei rifornimenti, le forze protestanti riuscirono ad attraversare il Meno e a congiungersi con le forze di Mansfeld; i cattolici proclamarono la vittoria in considerazione delle perdite molto minori, ma di fatto non erano riusciti a raggiungere i propri obiettivi.
La battaglia di Höchst segnò di fatto l'uscita di scena del Palatinato dalla guerra, e la fine della resistenza dell'Elettore Federico V alle forze cattoliche; a seguito dello scontro Cristiano e Mansfeld si ritirarono sulla riva occidentale del fiume Reno, in Alsazia, abbandonando le terre dell'Elettore. La capitale, Heidelberg, cadde in mani cattoliche dopo un assedio di 11 settimane; alla notizia della sua caduta, i volontari inglesi al comando di Sir Horace Vere evacuarono la piazzaforte di Mannheim e si ritirarono a Frankenthal, che fu l'ultima piazzaforte protestante a cadere, l'anno successivo.